# Norman Foster

Norman Robert Foster, baron Foster af Thames Bank af Reddish, OM HonFREng (født 1. juni 1935) er en verdensberømt engelsk arkitekt og designer. Grundlægger af tegnestuen Foster and Partners.
Står bag en række væsentlige bygninger verden over. Blandt de mest berømte kan nævnes:
- St. Mary Axe 30, Swiss Res hovedkontor i London
- London City Hall, London
- Reichstag, Berlin
- Millennium Bridge, London
- Commerzbank-Tower, Frankfurt
- Bilbao Metro, Bilbao
- Hearst Tower, New York
- HSBC Centre, Hong Kong
- Hong Kong International Airport (lufthavn)

I Danmark har han bl.a. tegnet det nye elefanthus til Zoologisk Have i København, og han vandt i 2006 en arkitektkonkurrence om et nyt hotel med boliger i Tivoli ved Rådhuspladsen i København. Foster modtog i 1999 Pritzker-prisen.